# Pseudomorfosis
El término pseudomorfosis se utiliza en mineralogía cuando un mineral presenta la morfología de otro preexistente, al cual ha substituido debido a cambios estructurales, alteración o substitución química o disolución y relleno. El término pseudomorphoses fue utilizado inicialmente por Haüy para designar aquellos fósiles que estaban mineralizados o bien en calcita o en pirita, y consecuentemente daban al mineral una forma engañosa. Además también incluyó aquellas substancias que tenían formas prestadas, formas que se debían a que la nueva substancia había substituido a un mineral anterior. Según el mecanismo de formación se consideran distintos tipos de pseudomorfosis, que reciben nombres específicos.

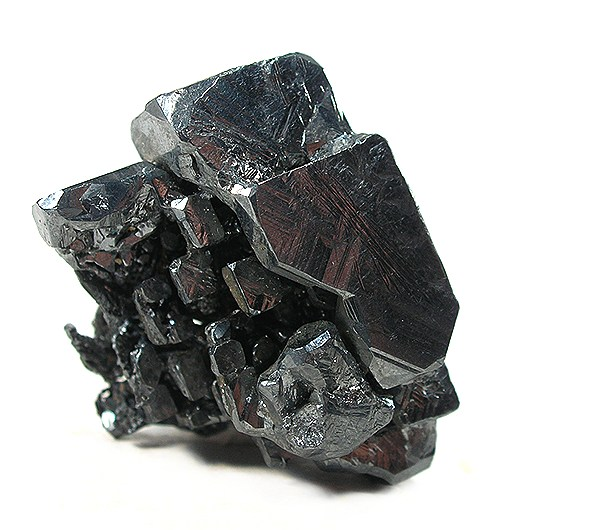
Cristales cúbicos de argentita transformados en acantita (monoclínica), sin que exteriormente sea visible ningún cambio. Ejemplar procedente de la Mina San Juan de Rayas, Guanajuato, México. 3 cm. Foto R.M. Lavisnky

## Pseudomorfosis por cambios en la estructura cristalina
Este tipo de pseudomorfosis, conocido como paramorfosis o alomorfosis, se produce cuando la estructura de un mineral pasa a la de un polimorfo más estable en las condiciones de presión y temperatura en las que se encuentra, distinta de aquellas en las que se ha formado. En los casos en los que la estructura de ambos polimorfos presenta pequeñas diferencias y una barrera de energía pequeña, el cambio se produce siempre. Por ejemplo, la forma cúbica del sulfuro de plata, argentita, no existe realmente por debajo de 173 °C, y todos los ejemplares con cristales cúbicos están transformados internamente (pseudomorfizados) al mineral acantita, monoclínico. Algo semejante sucede con el cuarzo β de alta temperatura, que en la superficie terrestre se encuentra siempre como cuarzo α.  
Cuando la estructura es muy diferente, como en las parejas aragonito-calcita y diamante-grafito, el mineral inestable (el primero) suele mantenerse indefinidamente en forma metaestable, aunque también puede producirse la transformación en condiciones adecuadas. En este grupo pueden incluirse también los minerales metamícticos, es decir aquellos cuya estructura cristalina ha sido destruida por acción de la radiactividad.

## Pseudomorfosis con cambios en la composición química

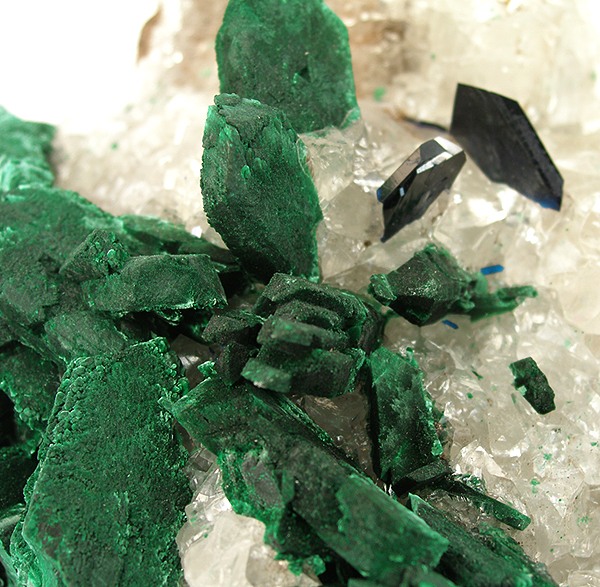
Malaquita pseudomórfica de azurita, junto con cristales de azurita sin alterar. Mina El Cobre, Concepción del Oro, Zacatecas, México

Es el caso más típico de pseudomorfosis. En los casos más sencillos, puede producirse por la pérdida de agua (deshidratación del mineral original) o por la acción de los agentes atmosféricos, por oxidación, hidratación o carbonatación. Son muy comunes las pseudomorfosis en las que cristales de pirita se han transformado en limonita, una mezcla más o menos compacta de óxidos de hierro, en la que en general predomina la goethita; por ejemplo, en las maclas de pirita conocidas como piritas Cruz de Hierro.  Los ejemplares de malaquita pseudomórfica de azurita aparecen en muchas minas de cobre, siendo especialmente apreciados los de Tsumeb (Namibia), Kerrouchem (Marruecos) y Milpillas (México). Dado que la malaquita es el mineral más estable en las condiciones medioambientales externas, oxidantes y con abundancia de CO 2, se encuentra como pseudomorfosis de otros muchos minerales de cobre, entre ellos calcopirita y cuprita. La substitución puede ser total o parcial, quedando en el interior de los cristales alterados un relicto del mineral original.Otras pseudomorfosis de este tipo son la transformación de glauberita en yeso, por pérdida de sulfato de sodio y ganancia de agua, la de yeso en calcita, la de calcita en smithsonita o la de dolomita en talco.

## Pseudomorfosis por exolución
Este tipo de pseudomorfosis se encuentran cuando un mineral se separa formando dos distintos, que eran miscibles a la temperatura inicial de formación pero no a la final. El caso más conocido es el de la mezcla de rutilo y magnetita pseudomorfica de cristales de ilmenita. A escala microscópica, la exolución es un fenómeno muy importante en algunos sulfuros.

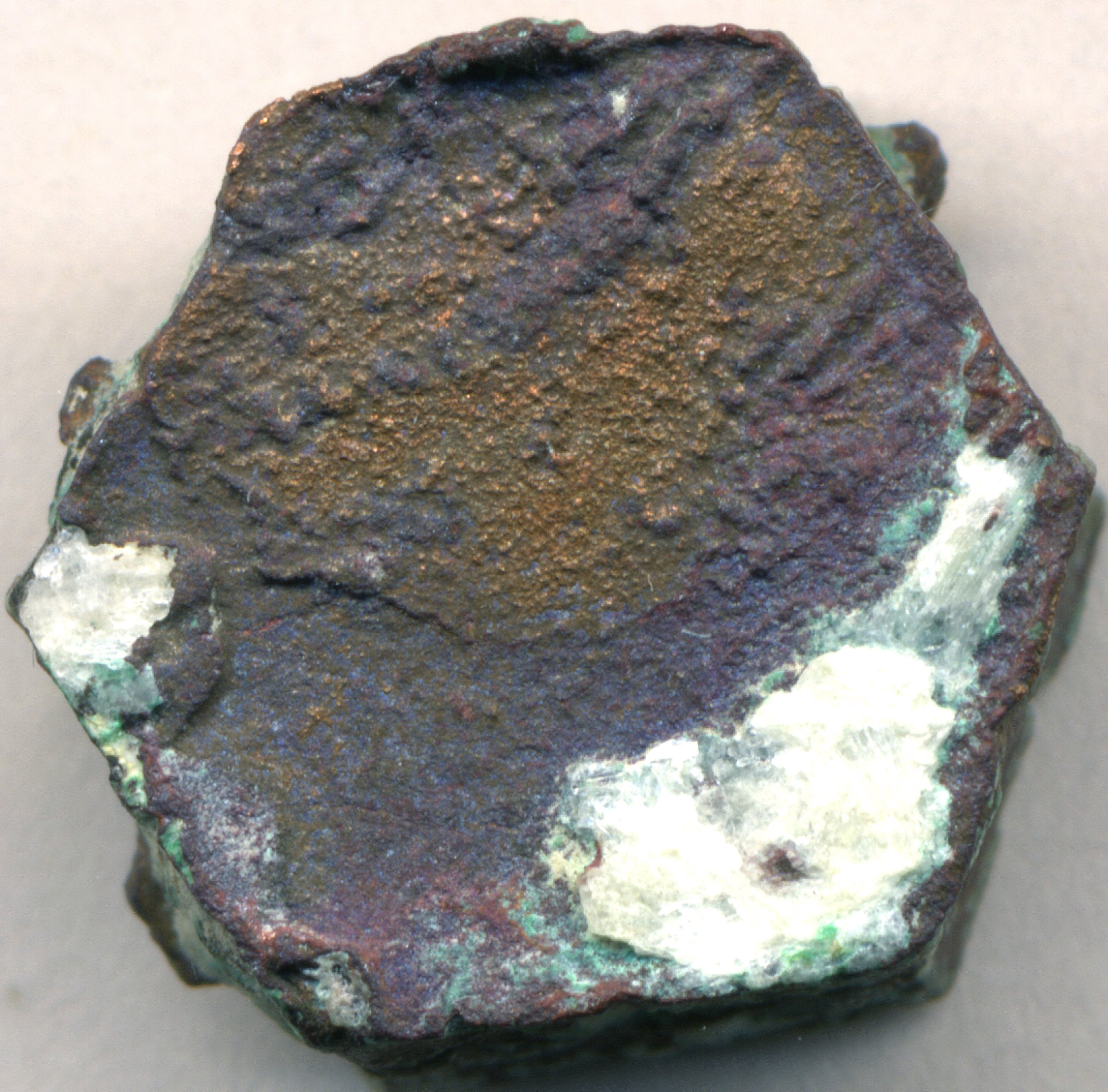
Cobre nativo pseudomorfico de una macla de aragonito. Corocoro, Bolivia.

## Pseudomorfosis formadas por infiltración y relleno
En los casos en los que no se puede explicar el paso de un mineral a otro por transformaciones químicas lógicas, se supone que la pseudomorfosis se ha formado por la desaparición de un mineral y el relleno de los huecos por otro sin relación con él.  Es lo que sucede en el caso de los fósiles formados por madera silicificada. El cobre nativo de Corocoro (Bolivia), que aparece como pseudomorfosis de maclas prismáticas de contorno hexagonal de aragonito se formó probablemente por el relleno de cavidades por otro mineral de cobre, que finalmente se transformó en cobre nativo.De este mismo tipo son las substituciones de ikaita por ópalo, pasando por calcita como intermedio.

## Pseudomorfosis por incrustación
Este tipo de pseudomorfosis reciben los nombres de epimorfosis o perimorfosis, y se forman cuando un mineral recubre a otro que posteriormente desaparece, dejando al segundo como un molde que puede rellenarse total o parcialmente. Suelen formar epimorfosis los minerales químicamente más estables, como el cuarzo, mientras que los iniciales suelen ser fácilmente solubles, como la calcita.Ejemplares de este tipo aparecen en la mina La Viesca, Siero (ASturias), España Sin embargo, se conocen también epimorfosis en las que esta regla no se cumple, como en los ejemplares de siderita epimórfica de fuorita de la mina Virtuous Lady, en Devon (Gran Bretaña).